# Alexandre de Médicis (1510-1537)
Cet article concerne le premier duc de Toscane. Pour le pape élu en 1605, voir Léon XI.
Pour les autres membres de la famille, voir Famille de Médicis.
Alexandre de Médicis (Alessandro de' Medici en italien), dit Alexandre le Maure (il Moro en italien) (né à Florence le 22 juillet 1510 - mort à Florence le 6 janvier 1537), est duc de Penne puis seigneur de Florence à partir de 1530, duc de Florence de 1532 à 1537. Bien qu'enfant illégitime, il est le dernier descendant de la branche principale des Médicis à gouverner Florence et le premier duc héréditaire de la République florentine.

## Biographie

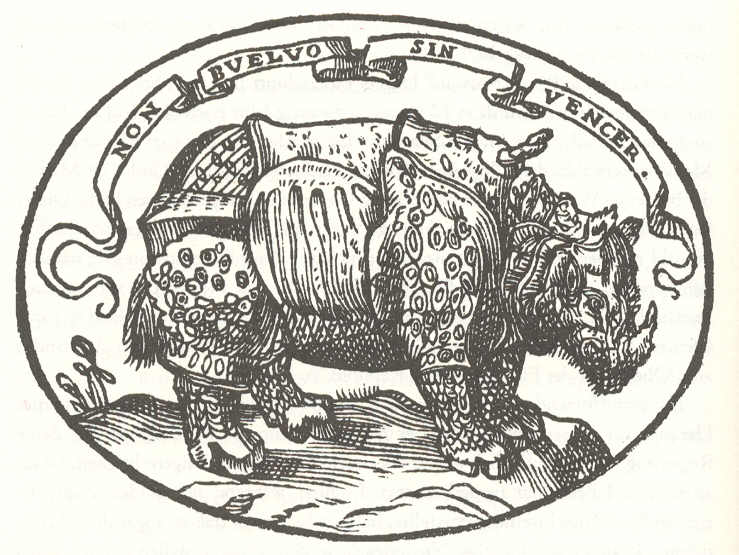
L'emblème d'Alexandre de Médicis, d'après le Rhinocéros de Dürer, avec la devise Non buelvo sin vencer (en castillan ancien : je ne reviens pas sans triompher). (provenant de Dialogo dell'impresse militari et amorosi (1557) de Paolo Giovio.)

Alexandre est le fils illégitime du jeune Laurent II de Médicis, plus tard père de Catherine de Médicis, et donc un arrière-petit-fils de Laurent le Magnifique. Mais pour beaucoup, il pourrait être le fils naturel du cardinal Jules de Médicis, neveu de Laurent, qui deviendra, plus tard, le pape Clément VII.
En raison de la couleur de sa peau, il reçoit comme surnom « Le Maure »,,,. Des historiens (tels que Christopher Hibbert) pensent que sa mère était une servante « mulâtresse » de la famille des Médicis identifiée dans les documents comme Simonetta de Collevecchio (it) (Collevecchio en Sabine). D'autres sources indiquent que sa mère est une paysanne de la campagne romaine. Cependant, Jean Nestor écrivit en 1560 que cette ascendance mauresque était une rumeur répandue par les ennemis d'Alessandro exilés à Naples.
Avec la capitulation de la République florentine et par suite de l'accord conclu entre l'empereur Charles Quint et le pape Clément VII, soutenu par les armées espagnoles, il devient le nouveau maître de Florence.
Après avoir pris le pouvoir, Alexandre commence à rénover les institutions républicaines alors que le traité de reddition de la ville lui imposait de les respecter. Son lointain cousin et successeur, Cosme Ier, les transformera définitivement. Ayant toujours vécu à la cour impériale de Charles Quint, Alexandre en apporte les usages à Florence, notamment celui de s'entourer de lansquenets armés de hallebardes, qui effrayent et déconcertent les Florentins.
Il commence à donner un caractère « princier » à sa gouvernance et élimine les symboles, chers aux Florentins, des institutions communales. Entre autres initiatives, il charge Benvenuto Cellini (qui en parle dans son autobiographie) de préparer, à son effigie, une monnaie de taille différente du florin. Alexandre exige aussi, encore une fois contre tous les traités, la réquisition des armes détenues par les citoyens.
Avec le duché, les institutions florentines connaissent pourtant un semblant de démocratie notamment au travers d'un symbolique « conseil des deux cents » et d'un Sénat (1532) composé de quarante-huit membres nommés à vie.
Alexandre épouse la fille naturelle légitimée de Charles Quint, Marguerite de Habsbourg, le 18 janvier 1536, mais aucun enfant ne naîtra de ce mariage.
Il est assassiné par son cousin Lorenzino de Médicis, le « Lorenzaccio » de Musset, que la rumeur dit amant d'Alexandre. Ils entretenaient en effet une relation peu claire, que certains conseillers — Cellini le relate — jugeaient « morbide ». Son corps est placé sur celui de son père dans le sarcophage des tombeaux des Médicis de la basilique San Lorenzo de Florence. Cosme Ier, issu de la branche cadette des Médicis, lui succéda.

## Descendance
- Giulio de Medicis (en)
- Giulia de Médicis
- Porzia de Médicis

Les deux premiers enfants sont issus d'une liaison avec Taddea Malaspina.